# Herb Alpert Presents Sergio Mendes & Brasil '66

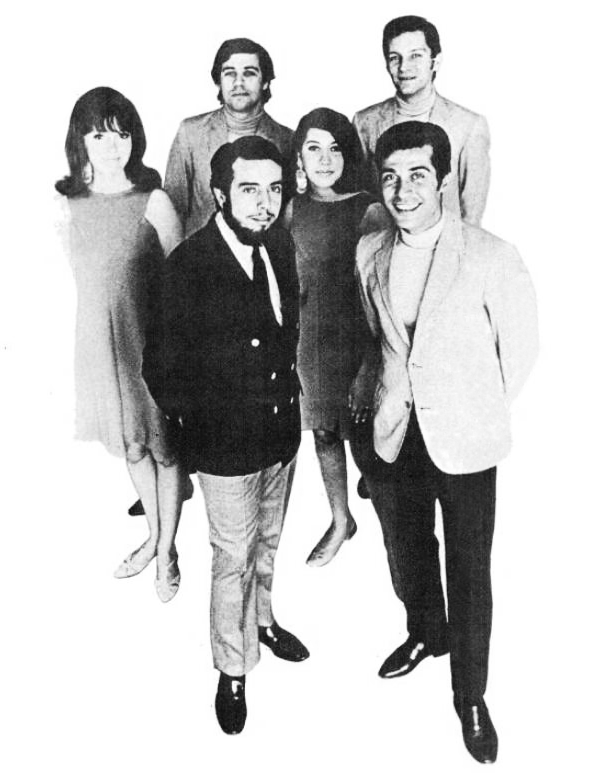
Sérgio Mendes & Brasil '66.

Herb Alpert Presents Sergio Mendes & Brasil '66 est un album de bossa nova et de pop enregistré en 1966 par le pianiste brésilien Sérgio Mendes et son ensemble Brasil '66 et publié sur le label A&M Records.
« Après avoir tenté sa chance auprès des labels Philips, Atlantic et Capitol en jouant du jazz brésilien ou en cherchant un mélange idéal de pop brésilienne et américaine, Sergio Mendes décroche l'or lors de son premier essai chez A&M ».

## Historique

### Genèse de l'album
L'histoire du groupe commence à Ipanema au Brésil lorsque le jeune pianiste de bossa nova Sergio Mendes forme un quintet. Lorsque ses voyages en Amérique du Nord s'intensifient, il s'intéresse de plus en plus à la fusion des styles musicaux latin et américain promue par Stan Getz. À la fin de l'année 1964, il fonde le groupe Brasil '65, avec un jeune avocat de New York appelé Richard Adler comme manager. 
Mais, après deux albums, Brasil '65 n'a pas de succès, et la plupart des musiciens rentrent chez eux : Richard Adler, l'associé de Mendes, lui suggère alors d'américaniser le groupe en ajoutant des voix en anglais. 
Ayant entendu parler d'une jeune chanteuse de Chicago nommée Lani Hall, Mendes se rend au Centaur, un café d'Old Town où elle se produit, et il l'invite à venir à Los Angeles pour devenir la chanteuse principale de son nouveau projet, Sérgio Mendes & Brasil '66, un sextet instrumental et vocal qui fusionne le jazz brésilien et la pop,,. Comme elle n'a que 19 ans et qu'elle vit encore chez ses parents, elle accepte seulement après que Mendes ait rencontré son père et obtenu sa bénédiction, et elle remplace la chanteuse brésilienne Wanda Sá.
Richard Adler organise une audition avec les deux patrons du label A&M Records, Herb Alpert et Jerry Moss, qui signent tout de suite un contrat avec le groupe, qui devient Brasil '66,,,. Herb Alpert en devient le producteur et fait d'emblée d'excellentes suggestions comme celle de doubler la voix de Lani Hall, une technique qui fait que l'on entend à peine Bibi Vogel, la seconde chanteuse du groupe, une Brésilienne qui est d'ailleurs rapidement remplacée par Janis Hansen.
Avec l'album Herb Alpert Presents Sergio Mendes & Brasil '66, Brasil '66 connaît un succès immédiat et entre dans les charts avec son premier single, une version de la chanson brésilienne Mas que nada, dont l'attrait est dû en grande partie à la voix de Lani Hall. L'album, qui contient entre autres une version du morceau Day Tripper des Beatles traité à la sauce brésilienne, décroche le platine.

### Enregistrement et production
L'album, produit par Herb Alpert, est enregistré en 1966 aux studios Sunset Sound Recorders, Hollywood, États-Unis par l'ingénieur du son Bruce Botnick,,.

### Publication
L'album sort en 1966 en disque vinyle long play (LP) sur le label A&M Records sous la référence A&M SP-4116,,,.
La notice originale du LP (original liner notes) est de la main de Derek Taylor, (1932 - 1997), journaliste, écrivain et publiciste anglais, qui a été agent de presse des Beatles de 1964 à 1965 et attaché de presse pour Apple Records de 1967 à 1970.
Le design de l'album est l'œuvre de Peter Whorf Graphics, un studio de design graphique dirigé par le photographe Peter Whorf,,.

### Rééditions
L'album est réédité à de nombreuses reprises en disque vinyle LP de 1967 à 2018 par les labels A&M, Hispavox, Mobile Fidelity Sound Lab, Lexington, Speakers Corner Records et Audio Clarity,.
À partir de 1986, il est publié en CD par les labels A&M, Craft Recordings, Verve Records et Universal,.

## Accueil critique
Derek Taylor, auteur de la notice originale du LP en 1966 (original liner notes) estime que « ce groupe a produit avec un goût considérable un mélange délicat de jazz pianistique, de nuances latines subtiles, d'emprunts à Lennon et McCartney et à Mancini ».
L'album est devenu disque de platine et a fait de Sergio Mendes un des musiciens brésiliens les plus connus. Il a propulsé la chanson Mas Que Nada écrite par le musicien brésilien Jorge Ben au sommet des charts du Billboard : « C'était la première fois qu'une chanson en portugais était un succès en Amérique et dans le monde entier » souligne Sergio Mendes. Ce titre deviendra la chanson signature de Sergio Mendes, qu'il jouera tout au long de sa carrière et dont il fera même un remake avec le groupe de hip-hop Black Eyed Peas au XXIe siècle. 
Le site AllMusic attribue 4.5 étoiles à l'album. Le critique musical Richard S. Ginell d'AllMusic souligne que « Sérgio Mendes a décroché l'or dès son premier essai chez A&M. Il a trouvé une formule merveilleusement élégante et sexy : deux voix féminines américaines chantant en anglais et en portugais sur une section rythmique et vocale de bossa nova à trois et le piano de Mendes, nettement orienté vers le jazz, interprétant des arrangements entraînants de morceaux soigneusement choisis du Brésil, des États-Unis et du Royaume-Uni. Le tube a été Mas Que Nada de Jorge Ben, avec un arrangement de bossa nova accrocheur, la voix de Lani Hall s'élevant au-dessus de la section rythmique. Mais d'autres titres sont également à l'honneur ; le plus évident est le traitement à la sauce brésilienne du morceau Day Tripper des Beatles, mais le traitement sensuel de Slow Hot Wind d'Henry Mancini et le rapide Tim Dom Dom méritent également d'être mentionnés ».

## Distinction
En 2012, l'album a reçu le Grammy Hall of Fame Award.

## Liste des morceaux
Voici la liste des morceaux du LP original,, :
| 1.    | Mas Que Nada                   | Jorge Ben                             | 2:41 |
| 2.    | One Note Samba / Spanish Flea  | Antônio Carlos Jobim / Julius Wechter | 1:49 |
| 3.    | The Joker                      | Leslie Bricusse / Anthony Newley      | 2:42 |
| 4.    | Going Out Of My Head           | Teddy Randazzo / Bob Weinstein        | 3:07 |
| 5.    | Tim Dom Dom                    | Codó / João Mello                     | 1:56 |
| 6.    | Day Tripper                    | John Lennon / Paul McCartney          | 3:07 |
| 7.    | Agua De Beber (Water to Drink) | Norman Gimbel / Antônio Carlos Jobim  | 2:32 |
| 8.    | Slow Hot Wind                  | Norman Gimbel / Henry Mancini         | 2:34 |
| 9.    | O Pato (The Duck)              | Jayme Silva / Neuza Teixeira          | 2:00 |
| 10.   | Berimbau                       | Ray Gilbert / Baden Powell            | 3:16 |
| 25:47 |                                |                                       |      |

## Musiciens
- Sérgio Mendes : piano, chant, claviers
- Bob Matthews : contrebasse, chant
- José Soares : percussions, chant
- João Palma : batterie
- Lani Hall, Janis Hansen : chant
- un tromboniste inconnu apparaît sur le morceau n° 7[12]